# Історія Тибету

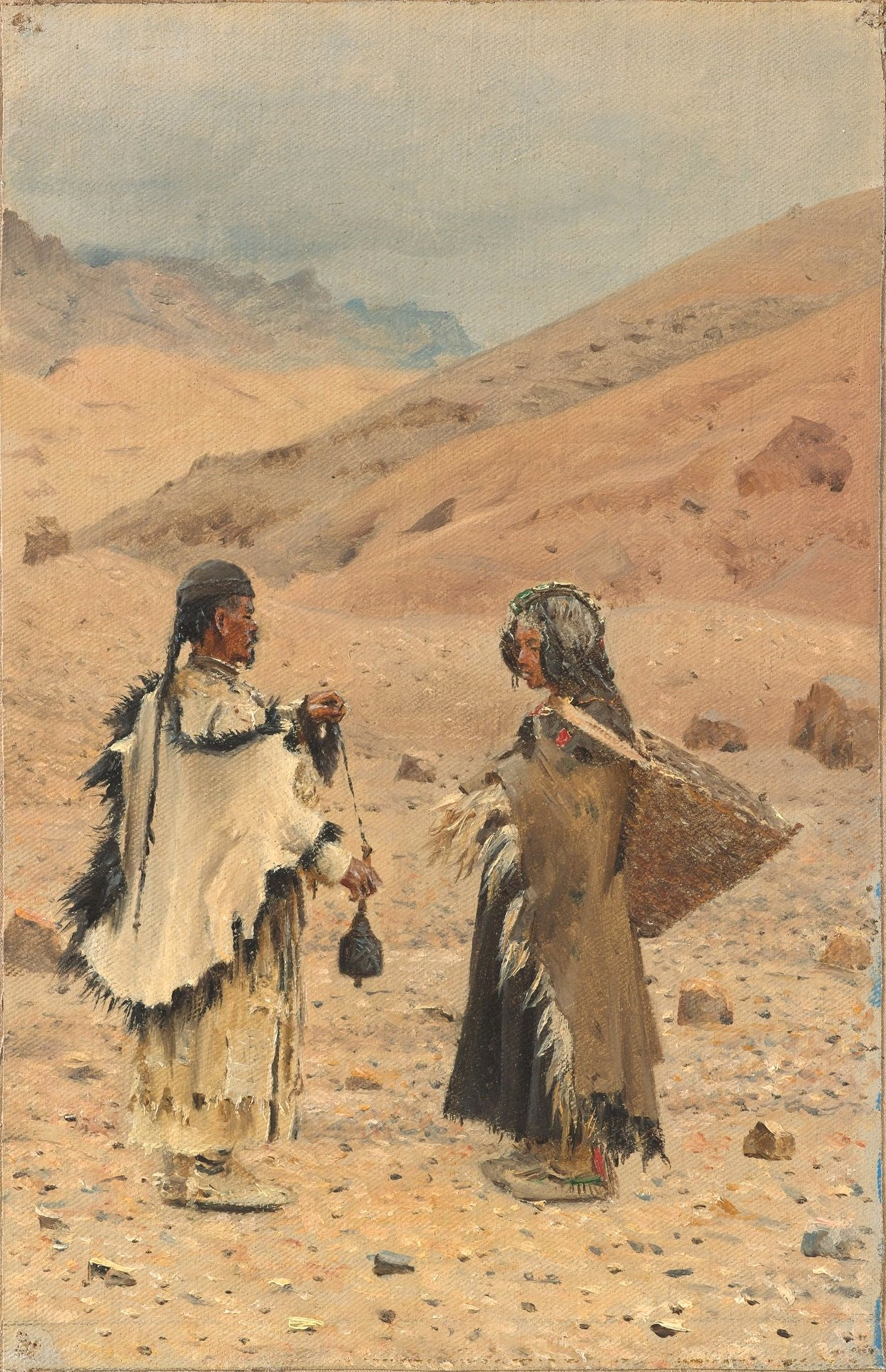
Жителі Західного Тибету. В. Верещагін

Тибет знаходиться між двома центрами найдавнішої культури — Індією і Китаєм, але географічне положення Тибету таке, що він практично ізольований від них. Немає даних про те, що тибетці є вихідцями з Центральної Азії або з Східної Азії, але на підставі того, що їх мова входить в сино-тибетські мови разом з китайським і бірманським, можна будувати гіпотези про спільне походження цих народів. Тим не менше всі історичні свідоцтва починаються з часів, коли тибетська культура вже існувала незалежно від сусідів.

## Передісторія
Вік найдавніших артефактів, знайдених на території Тибету (Тингрі), датується в 50 тис. років, і вони представлені кам'яними рубилами і шкребками. Неоліт датується VI століттям до н.е. і представлений керамікою, слідами скотарства і мотижного землеробства (Каруй — поблизу Чамду). Культура Чойгун маркує собою початок бронзового століття.
На плато Чангтан були знайдені доісторичні зміцнення на пагорбах залізного століття і поховання, але поки немає переконливого пояснення їх походження. Згідно ученням текстів, спочатку тут розташовувалася країна Шангшунг, від якої почалася релігія бон.

## Ранній історичний період
В кінці VI — початку VII століття так звана Ярлунгська династія тибетських царів поступово підпорядкувала собі сусідні племена і створила царство Тубо. Період Ярлунгської династії слабо висвітлений у літературі. Династична хронологія викликає суперечки.
Між тибетськими правителями і танським Китаєм були укладені династичні шлюби, завдяки їм, а також завдяки неофіційним обмінам між населенням Китаю і Тибету політичні, господарські та культурні зв'язки внутрішнього Китаю з Тибетом отримали подальший розвиток. У другій половині IX-го століття царство Тубо прийшло в занепад. У тибетській історії передував цьому період правління «гамбо», а наступні 300 років — періодом розколу. У період розколу в силу увійшли місцеві родові правителі, ворогували один з одним. У Китаї цей час також був невиразним (Епоха «п'яти Династій і Десяти царств» і наступна династія Сун), коли в країні то і справа мінялася влада і йшли нескінченні війни.
У середині XIII століття Тибет потрапив у залежність від Монгольської імперії. Після того, як Китай вийшов зі складу Монгольської імперії, китайська династія Мін безуспішно вимагала від Тибету встановити порядок призначення вищих тибетських релігійних вождів та районної адміністрації.

## Легендарне походження Тибету
Згідно з деякими тибетським історичним творам, початок тибетського народу поклав бодгісаттва Авалокітешвара у вигляді мавпи, який вступив у шлюб з гірською демоницею, щоб приборкати її жорстокий норов. Нащадками цього союзу були перші тибетці.
Перший цар Тибету Ньяти-ценпо (Gnya'-khri-btsan-po) спустився з неба чи прийшов з Індії і вшановувався як божество. Він увесь час підтримував контакт з небом за допомогою мотузки і не помер, а повернувся по мотузці на небо. Легендарний цар Дигум-ценпо (Dri-gum-brtsan-po) спровокував свого конюха на бійку, під час якої його небесний шнурок обірвався, і він був убитий. Дигум-ценпо і всі наступні царі помирали як звичайні люди, і їх кремували.
У правління Лхатоторі Ньянцена (Lha tho-tho-ti gnyan-btsan) з небес впали священні тексти tsinta ma ni'i gzungs («Чінтамані-дхарани») і spang bkong phyag rgya ma. У Синьому Літописі зазначено, що, можливо, це було придумано для бонців, які шанували святе небо, а насправді тексти були привезені Буддгаракшитою (Лосемцо) і перекладачем Литесе.

## Тибетська імперія
Більш детально тибетська історія відома з VII по ХІ століття, коли імперія поширювалася від Бенгалії (і Індійського океану) на півдні до Монголії на півночі. В період максимальної могутності імперії входила також територія, яку займають зараз Бангладеш, Ассам, Бутан, Аракан[джерело не вказане 2570 днів].
Тибетці протистояли більшою мірою Китаю, ніж Індії.

### Перша згадка в історії
Першу згадку Тибету в історії можна зустріти в «Географії» Клавдія Птолемея під назвою βαται, у грецькій транскрипції названі як Bod. Наступна згадка Тибету зустрічається в китайських текстах, як Fa. Перший запис в історії Тибету, отримала підтвердження з інших джерел про царя Намрі Сонгцене(Gnam-ri-slong-rtsan), який відправив посла у Китай на початку VII століття (Beckwith, C. Uni. of Indiana Diss. 1977).

### Ярлунгська династія
Детально події Ярлунгської династії відомі, починаючи з правління царя Сронцанагамбо[джерело не вказане 2570 днів].

#### ПравлінняСронцанагамбо(617—650)
Цар Сронцанагамбо відомий тим, що при ньому в Тибет прийшов буддизм. Про нього складено багато суперечливих і фантастичних легенд, від чого відновити історично хід подій непросто.
Сронцанагамбо зажадав від китайців дати йому в дружини принцесу, але отримав відмову. Тоді він провів вдалу військову операцію проти китайців в районі озера Кукунор на північний схід від Тибету, китайський імператор зрештою дав згоду на шлюб. Після шлюбу в 640 році встановився довгостроковий мир між Тибетом і Китаєм.
У 663 році тибетська армія розгромила державу Тогон (у тибетській традиції 'A-zha) в районі озера Кукунор.
Після смерті Сронцанагамбо формально влада перейшла до його онука, але реально країною став правити міністр, а буддизм прийшов в занепад.

#### ПравлінняТисрондецана(755—797)
Цар Тисрондецан відновив у країні Вчення Будди, запросивши для цієї мети з Індії великих індійських гуру Шантаракшіту і Падмасамбхаву, які організували переклад з санскриту текстів Вчення і створили буддійську сангху Тибету. У Центральному Тибеті був побудований монастирський університет Сам'є, який до цих пір є одним з найважливіших центрів буддизму.
Під час правління Тисрондецана  відбулася знаменита дворічна дискусія в монастирі Сам'є між китайським ченцем Хешаном і Камалашілою, вчителем тантричного буддизму. Цар Тисрондецан визнав, що переміг у диспуті Камалашіла, і з тих пір в Тибеті міцно встановився тантричний буддизм. (див. також Дискусія в Сам'є)
На початку правління імперія була в занепаді, відпали або бунтували околиці, з заходу підступали араби. У 763 Тисрондецан у відповідь на тиск з боку Китаю зібрав армію в 200 тисяч вояків і направив її на північ, дійшовши до китайської столиці Чанань. Китайський імператор був змушений тікати. В 783 був укладений мирний договір між Китаєм і Тибетом, за яким за Тибетом закріпилися землі в районі Кукунора.
Тисрондецан уклав союз з царем Наньчжао Імобсуном, і в 778 здійснив атаку на китайську територію в провінції Сичуань.
Тисрондецан влаштував також походи на захід, досягнувши річки Оксус, і зіткнувся з арабським халіфом Гарун аль-Рашида. Халіф зміг домовитися з китайським імператором про альянс проти Тибету, в результаті чого експансія Тисрондецана  була зупинена. У наступні роки свого правління Тисрондецан  був зайнятий війною на два фронти — з арабами на заході і з китайцями на півночі і на сході, аж до 797.

#### ПравлінняРалпачана(815—838)
Ралпачан, онук царя Тисрондецана, запросив майстрів, скульпторів, художників з Непалу, Індії, Китаю, Кашміру для виконання задуманого їм плану будівництва буддійських храмів і монастирів. Він ввів в органи управління країною ченців, давши їм права вирішального голосу нарівні з головними міністрами, прирівнявши статус ченця до статусу вищого чиновництва.
Під час його правління держава активно підтримувало переклади буддійських творів з санскриту на тибетську мову.
У 822 був укладений мирний договір з Китаєм, що підтверджує право тибетців на зайняту територію.
Під час правління Ралпачана імперія слабшала, уряд занурився в заплутані інтриги, активність проявили прихильники релігії Бон.

#### ПравлінняЛандарми(838—841)
В результаті перевороту цар Ралпачан був убитий, владу отримав Ландарма, який спирався на бонських прихильників і жорстоко переслідував буддизм. Ченці і науковці змушені були сховатися в далеких провінціях або бігти в сусідні країни.
Після смерті Ландарми імперія розпалася на багато малих царств: Гуге, Ладак, Пулань та ін. З цього моменту на кілька сотень років відсутній систематичний виклад тибетської історії.

## Роздроблений Тибет (842—1247)
Зі смертю Ландарми, виникла суперечка через трон між спадкоємцем Юмтеном (Вайлі: Yum brtan), і іншим сином (або племінником) Весуном (Вайлі: 'Od-srung) (843—905 або 847—885). Почалася громадянська війна, яка тривала до того часу, коли школа Сак'я отримала контроль над країною. Весун і його союзники контролювали Лхасу, а Юймтен завоював Ярлунг, і встановив свою династію. В 910 гробниці імператорів були спаплюжені.
Сином Весуна був Пелкорцен (Пел Корцен) (Вайлі: Dpal 'khor brtsan) (893—923 або 865—895). Він контролював більшу частину центрального Тибету, і виростив двох синів, Таші Ценцана (Вайлі: Bkra shis brtsen brtsan) і Тік'їмдіна (Вайлі: Khri khyi lding), його називали Кайде Ньїґон [Вайлі: Skyid lde nyi ma mgon] в деяких літописах. Тік'їмдін поїхав у верхню Нгарі (Вайлі: Stod Mnga ris) і одружився з дівчиною з центрально-тибетської знаті, від них пішла західна династія.
Після розпаду Тибетської Імперії 842, Ньїма-Гон, нащадок древнього тибетського царського роду, заснував Ладакську династію. Царство Ньїма-Гона розташовувалося на сході сучасного Ладакха. Кайді, його старший син, став правити в Мар-юл (Ладакх), а два молодші сини отримали Західний Тибет, заснувавши царство Гуге і Пу-ран. Пізніше старший син царя Гуге, Кор-ре, званий Джанчуб Еше Ве (Byang Chub Ye shes' Od), став буддійським ченцем. Він відправив молодих вчених в Кашмір для навчання і запрошення Атіши в Тибет у 1040, що стало початком Чідар (Phyi dar) — пізніше поширення, другий етап тибетського Буддизму. Молодший син, Сон-е, керував повсякденними справами держави; його сини продовжили династію.
Центральна царська влада практично не контролювала центральний Тибет з 842 до 1247, але Буддизм зміцнився в Кхамі. Під час правління Ландарми три ченці втекли з Лхаси до гори Деентіг в Амдо. Їх учень Музу Селбар (Mu-zu gSal-'bar), пізніше став відомим вченим Лаченпо Генпа Рабселом (Bla chen po Dgongs pa rab gsal) (832—915 або 892—975), що відновив Буддизм в північно-східному Тибеті, і став родоначальником школи Ньїнґма (Rnying ma pa). Однак, згідно з традицією, один з нащадків Весуна, який володів землями близько Сам'є, послав 10 юнаків в учні до Генпа Рабсела. Серед них був Луме Шераб Цултим (Klu-mes Shes-rab Tshul-khrims) (950—1015). Після навчання вони повернулися в У-Цанг. Молоді вчені змогли організувати приїзд Атіши на початку 1042 р. і поширити Вчення Буддизму в Лхо-кха (західний Тибет). В цьому регіоні Вчення було дуже сильним і був заснований Монастир Сак'я — школа Сак'я в 1073 р. Наступні два століття Сак'я домінувала у політичному, релігійному і культурному плані. Монастир Цурпху, основна резиденція Кармапи був заснований у 1155 р.
На північному сході (на землях, захоплених Тибетом в ході тансько-тибетських воєн) виникла держава Гусило.

## Тибетська теократія

### Відновлення буддизму
З смертю Ландарми відбувся розпад Тибету на декілька незалежних князівств. Гоніння на буддизм припинилися, але в той же час він втратив підтримку з боку центрального уряду, якого тепер не існувало. Ве Сун і Пел Корцен продовжували будувати храми і монастирі. Багато тантристів ховалися до часу і вели життя звичайних мирян, практикуючи таємно.
Вчення пожвавилося, коли з
Кхами прибули монахи. Тибетські вчені лами по-різному описували тривалість занепаду буддизму, але усереднено: 901—1009. Учитель Луме Шераб Цултім (kLu me) і Сумпа Еше Лодой першими почали будувати новий храм, але невдало. З'явилися групи ченців, які називалися 4 колони, 8 балок, 32 крокви і опори. З Кхами приїхав Рагші Цултім (Rag shi Tshul khrims) і Ба. Бацун Лодой Чжунне, учень Буцела Церхана. Його учень Чен-вег Лодой Г'ялцен (sPyan 'og bLo gros rgyal mtshan) побудував багато храмів, включаючи Чже. Дін Еше Йонтен за допомогою Лхалуна створив чернечі громади в Камсун Сан-Кхан. Чегк'ї Догпа і Гепе-лхакане з учнями побудували монастирі в У-ру Карчуні, Теггу і інших місцях. В 978 прибули Шестеро з У-Цанга і присвятили багато ченців.

### Пізня проповідьВчення. Початковий етап.
У скиту Пел Чуворі три монаха Марпен Шак'ямуні з Йорто, Йо Гечжун з Танчундо і Цан Рабсел з Г'ярабпа взяли с собою книги по Вінаї, Абгідгармі, і Кармашатакі та біжали у Західний Тибет. Вони йшли ночами і досягли Арі. Звідти, швидше за все, в Уйгурію (Хорґ'ї-юл). Вони жили у вченого Шак'яб Шераба і від нього поїхали в Амдо.
У тамтешнього царя був
bka' blon — головний міністр Додаг Нанті-сумчже. В 891 він помер і переродився в поселенні Цонха Декам в 892. Він виріс та отримав мантри від Нон Чжампела в скиту Шинпен. За свідченням
Бан Ринчена Дорджі він мав видіння
Авалокітешвари. Він вивчав мадг'яміку та ньяю з К'ї Г'ялве-Цугтором і йогатантру з Нам Генден Жанчубом. Він вирішив прийняти чернецтво. Його наставниками при посвяті були Цан Рабсел (упадх'яя), а Йо і Map були наставниками (ачар'ями).
Йому було дано ім'я Гевасел (Лаченпо). Він відправився на північ та прийшов в фортецю Чанінце (Чаньїчун, в Гуанчжоу) в Сі-ся. Там він вивчав Вінаю разом з Сенгетагом з Горона, і багато в чому досяг успіху.

## Монгольська імперія Юань
Ряд найвизначніших буддійських вчителів Тибету жив при дворі монгольських владик. Це дозволило не тільки уникнути повного руйнування Тибету монголами, але і зробило тибетську традицію міжнародною, прийнятою всіма монгольськими народами (халха-монголами, бурятами, ойрат-калмиками і потім тюркомовними тувинцами і алтайцями), що згодом сприяло значній зміні звичаїв кочівників у бік поваги до чужого життя, до духовних ідеалів і вченнь.

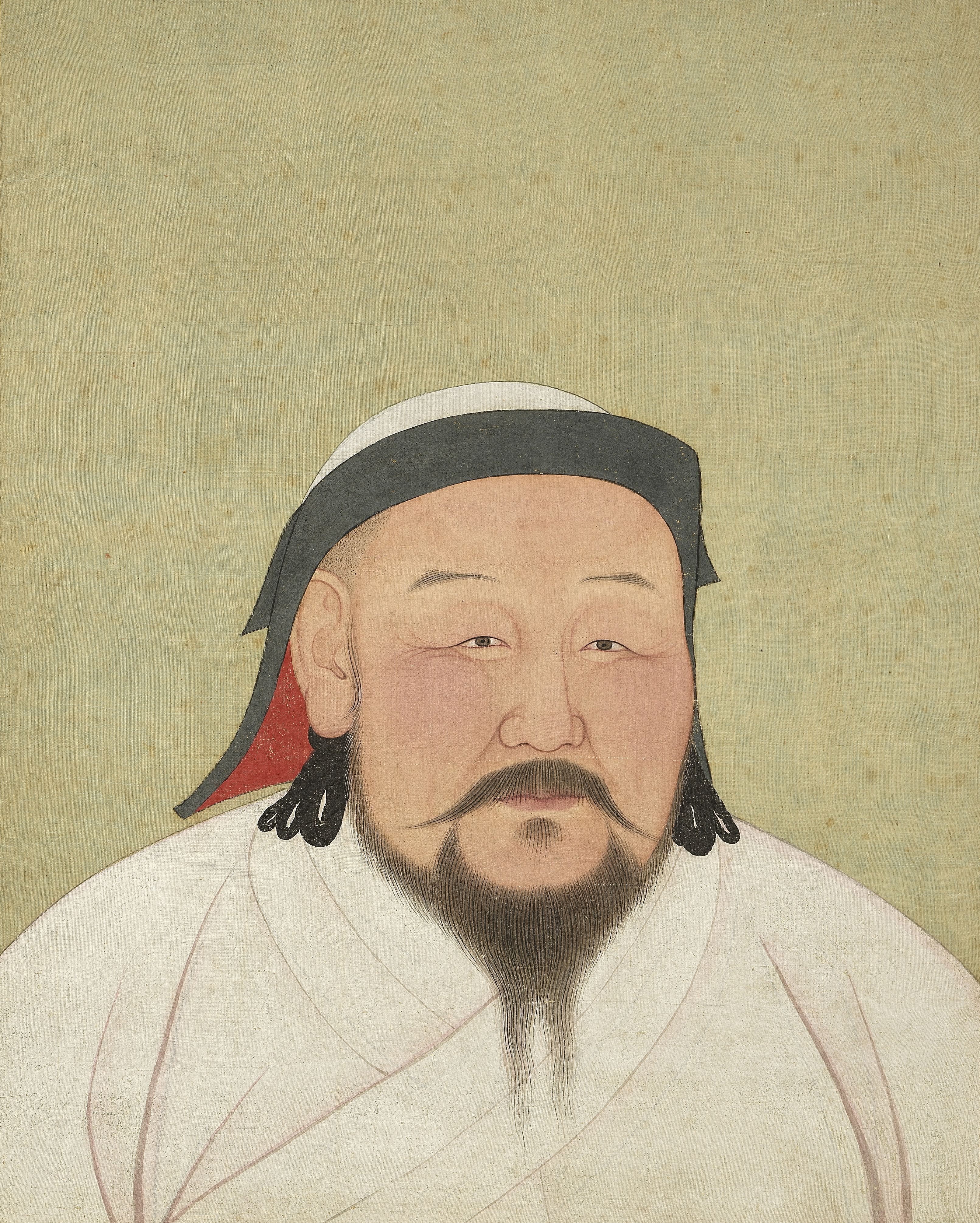
Хан Хубілай

У 1227 році війська Чингісхана повністю знищили Тангутську держава Сі Ся, розташовану безпосередньо на північ від Тибету, і встановили на його території пряме правління. У 1239 році син Великого хана Уґедея, Годан-хан, ставка якого розташовувалася поблизу Ланьчжоу, відправив у Тибет бойову розвідувальну експедицію під командуванням Легдже і Дорда-дархана. Після повернення Дорда-дархан доповів, що в Тибеті кілька буддійських шкіл, з яких найвпливовіша — школа Сак'я.
У 1245 році в ставку Годана прибув на його запрошення Сак'я-пандіта (1182—1251), глава школи Сак'я, зі своїм юним племінником Пагба-ламою (1235—1280). Сак'я-пандіта був відомим буддійським учителем, написав багато праць буддійської традиції. Він влаштувався при дворі Годана, проповідував гуманістичні основи буддизму в середовищі монгольської знаті і аж до своєї смерті забезпечував своїм авторитетом невтручання Монгольської імперії у справи Тибету, з одного боку, і виплату данини тибетцями монголам, з іншого боку. Він сформулював принцип «чой-йонг», «наставник — покровитель», в рамках якого духовний авторитет перевершує світську владу, і відповідно Тибет не васальна територія імперії, а опікувана імперією резиденція духовного наставника держави. Для монголів, які згідно Ясі Чингізхана як правило ставилися до всіх релігій з повагою і не обкладали податками монастирі та церкви, ця позиція виявилася зрозумілою. Невиплата податків окремими світськими правителями призвела до монгольського карального вторгнення в Тибет тільки в 1251, після смерті Сак'я-пандіти.
У 1253 році Сак'я-пандіта був запрошений майбутнім імператором Хубілаєм в Пекін, але оскільки він уже помер, замість нього Годан відправив до Хубілая підлітка Пагба-ламу. у 1260 році, коли Хубілай проголосив себе імператором і заснував династію Юань, за якою став називатися уділ Великого хана монголів, в який входили Монголія, Китай і деякі інші території. Пагба-лама став «наставником держави», поширивши таким чином авторитет тибетського буддизму на територію Монгольської імперії, частиною якої став Китай. Хубілай використовував тибетський буддизм для протистояння асиміляції з боку китайської культури в особі даосизму і конфуціанства. Зокрема, Пагба-лама за його завданням створив т. н. квадратний лист, призване служити єдиною системою запису всіх мов імперії (в першу чергу на монгольській, тибетській, уйгурській та китайській). Хубілай вручив Пагба-ламі духовне керівництво Тибетом (13 областей Уя, Цзана і Кхама), з правом призначення Пагба-ламою світського правителя. Близько 70 років Тибет був теократичною державою під владою ієрархів Сак'я. Черговий напад монголів на Тибет стався в 1281 році, оскільки до них дійшли доноси про те, що Пагба-лама був отруєний наближеними призначеного їм світського правителя Тибету, Гунга-Сангпо.
При Хубілаї була проведена серія переписів населення в Тибеті і створений ланцюг з 27 уртонних (ямських) станцій між монастирем Сак'я і Ханбаликом (Пекіном). Хубілай заснував у 1288 році відомство по тибетським справам, Цзунчжіюань. Монгольські імператори надавали кошти на ремонт монастирів (крім імператорських подарунків Пагба-лами, які він роздавав тибетським ієрархам під час візитів на батьківщину).
При дворах монгольських владик були присутні ієрархи Карма Каг'ю з центром у Цурпху, але їх позиція не була стабільною. Іноді вони ставали наближеними при монгольському дворі. Карма Пакші (1204-1283) мешкав при монгольському дворі в Каракорумі, і під час міжусобиці між Хубілаєм і Ариг-Бугою виявився на боці останнього, а коли Ариг-Буга програв, Карма Багши був репресований.
Карма Каг'ю придбала вплив при останньому монгольському імператорі в Пекіні — Тоґон-Темурі, і Кармапа Ранчжунг Дордже брав участь у його коронації, а юний Ролпе Дордже навчав імператора протягом 3 років. У 1368 році народне повстання призвело до відокремлення Китаю від Монгольської імперії. Тогон-Темур врятувався втечею в монгольський степ, де в 1370 році помер.
Дрикунг-Каг'ю також претендувала на верховенство в Тибеті. В 1290 році між Сак'я і монастирем Дрикунг почався збройний конфлікт, який викликав чергове пряме втручання монголів, розбили прихильників Дрикунг в битві при Пемо-Тангі.
Дрикунг залишився центром протистояння Сак'я, і на тлі ослаблення монгольської імперії Юань в 1354 виходець з роду, пов'язаного з Дрикунг, Чанчуб Г'ялцен став фактичним світським главою Тибету.
Необхідно зазначити, що відносини імперії Юань з Тибетом не є відносинами Тибету з Китаєм, так як Юань — це монгольська, а не китайська держава, в нього підкорений Китай входив лише як одна із складових частин.

### Піднесення школиГелуг

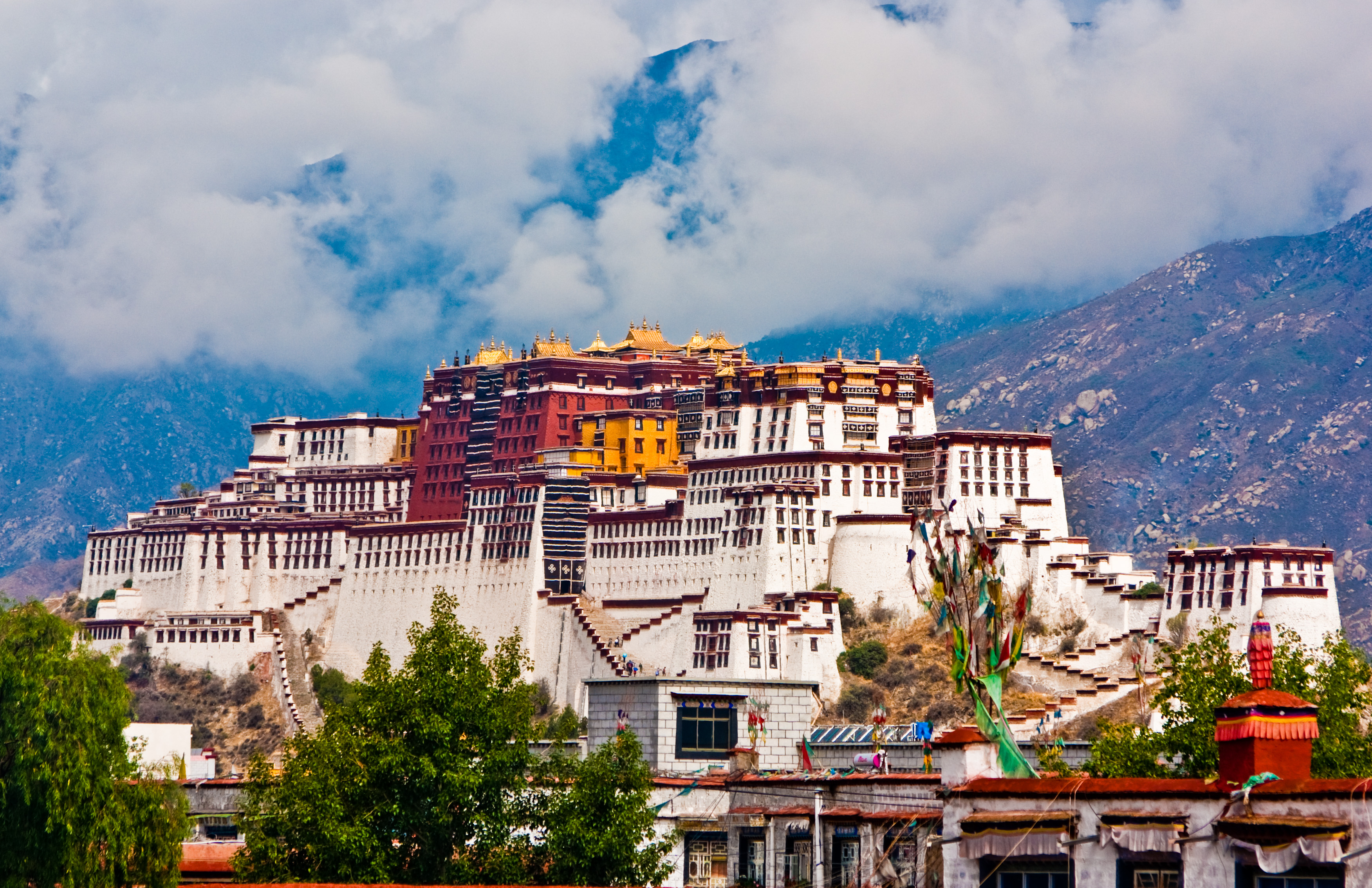
Палац Потала у Лхасі

В історії піднесення школи Гелуг зіграли велику роль хошути, які були споріднені предкам сучасних калмиків. Хошути осіли у 1636 у районі озера Кукунор, на території нинішньої китайської провінції Цінхай, утворивши Хошутське ханство. Тут їм судилося зіграти вирішальну роль в історії сусіднього Тибету. Гуши-хан (правитель хошутів) був звернений в буддизм тибетської школи Гелуг або, як її ще називали, «жовтошапочників» (за кольором шапок, які носили священнослужителі цієї школи). Гуши-хан в 1642 оголосив Далай-ламу V повновладним володарем всіх буддистів центрального Тибету, ставши при ньому світським правителем аж до своєї кончини в 1656 році.

### КитайськаДинастія Мін

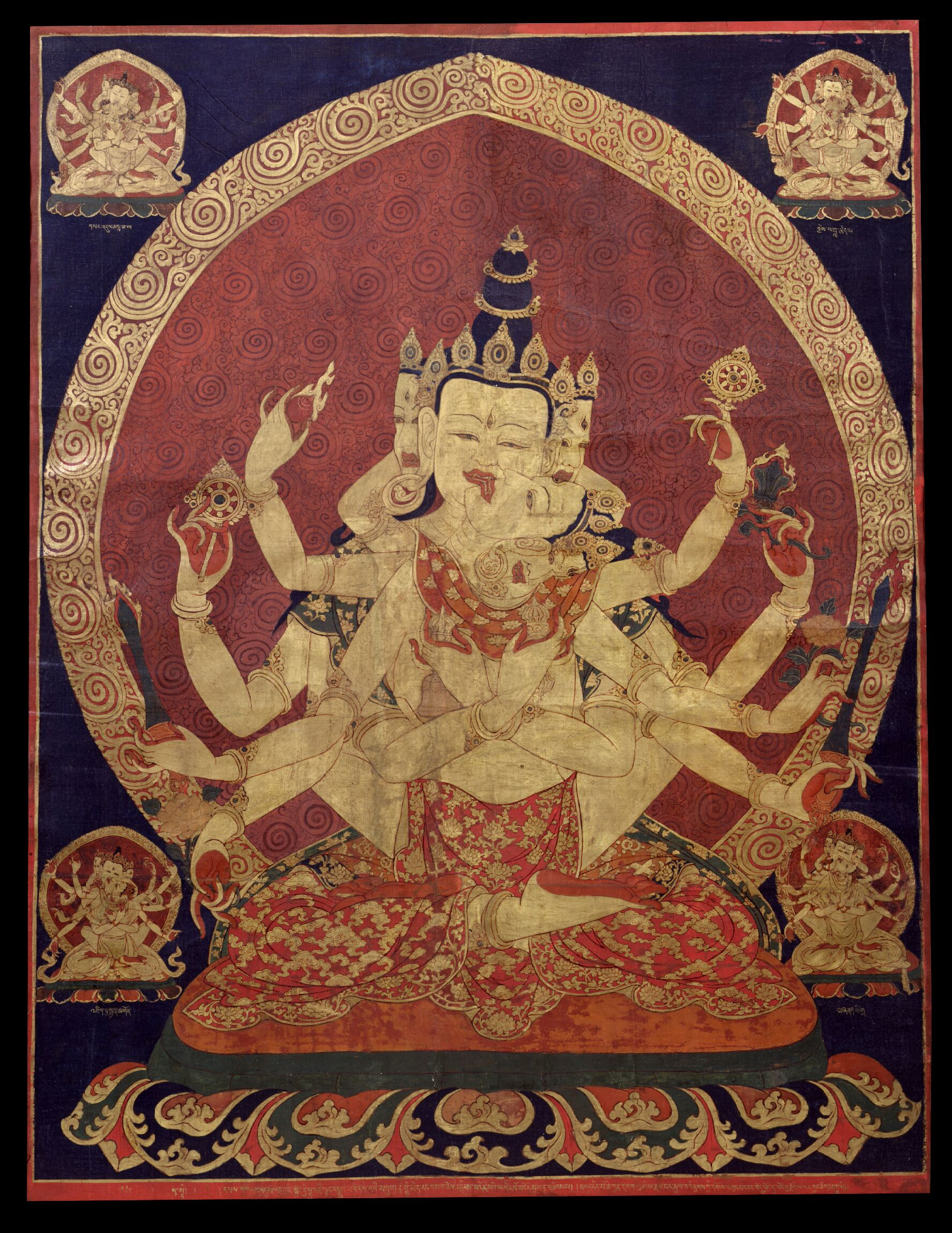
Тибетська танка XVII століття. Мінський двір одержував тибетські товари, включаючи і подібні танки, як подарунки, і у відповідь обдаровував тибетських посланців.

У некитайській історіографії прийнято вважати, що за часів китайської Династії Мін Тибет залишався незалежним від сусіда, в той час як в самому Китаї поширена точка зору, що відображає стару китаєцентристську традицію. «Мін ши» стверджує, що імператори династії Мін створили інститут зовнішнього нагляду, в обов'язки якого входило керівництво тибетської адміністрацією в той час як тибетські офіційні особи повинні були підтвердити колишні посади і титули, дані ним раніше юаньським імператором, а керівникам тибетських буддійських шкіл дарувалися нові високі титули. Проте ж, Таррелл Ст. Уайлі вважає, що цензура, що діяла в період, коли була написана книга, змушувала автора спотворити історію китайсько-тибетських відносин задля прославлення мінських імператорів. Існує гіпотеза, що мав місце чисто формальний сюзеренітет, але стосунки перервалися остаточно, коли імператор Цзяцзин (1521-1567) почав примушувати придворних сповідувати конфуціанство в збиток буддизму. Хельмут Хоффман вважає, що мінське панування над Тибетом мало чисто номінальний характер, і по суті, зводилося до того, що при Мінському дворі час від часу з'являлися тибетські емісари з пожертвами для правлячого імператора, а той мав формальне право дарувати титули правлячим ламам при тому, що не міг реально втрутитися в справи управління. Автори з КНР Ван Цзявей і Ньїма Г'ялцен, не погоджуючись з подібним припущенням, стверджували, що влада мінського імператора над Тибетом була цілком реальною і тибетці не передавали у спадок даровані цісарем титули, але змушені були відвідувати Пекін, щоб отримувати їх з рук імператора. Мелвін С. Голдстейн у свою чергу, пише, що династія Мін не мала справжніх важелів впливу на Тибет, так як численні титулування, отримані тибетськими керівниками, колишніми вже у влади, не давали їм додаткових повноважень, як то було в часи Юаньської династії; з його точки зору «Мінським імператорам доводилося рахуватися з реальним станом речей». Деякі дослідники також вказують, що у багатьох роботах недооцінюється релігійна складова у відносинах Мінського двору з тибетськими ламами. Інші звертають увагу на торговельний аспект відносин, зазначаючи, що через постійну потребу в конях, династія Мін надавала виняткове значення мінової торгівлі, де коней отримували в обмін на китайський чай. Йдуть також суперечки про те, наскільки міг Мінський двір де-факто впливати на змінюючих один одного у влади клани володарів Тибету — Пхагмодру (1354-1436), Ринбунг (1436-1565), і Цангпа (1565-1642).
Протягом XIV сторіччя робилося кілька спроб збройного вторгнення в Тибет, а його жителі успішно відбивали подібні вилазки. Патрісія Ебрей, Томас Лейярд, Ван Цзявей і Ньїма Г'ялцен одностайні в тому, що Мінська імперія, на відміну від Монгольської, не мала на тибетській території постійних гарнізонів. Імператор Ваньлі (1572-1620) намагався, починаючи з 1578 року, будувати відносини із сусідами на засадах монголо-тибетського альянсу, що в свою чергу зумовило Цінську (1644-1912) політику по відношенню до Тибету і надану в цей час підтримку Далай-лами і буддійської школи Гелуг. В кінці XVI століття, під приводом захисту Гелуг, монголи постійно нарощували свою присутність у Амдо, і в кінцевому підсумку Гуши-хан (1582-1655) підкорив Тибет в 1642 році.
На думку більшості дослідників, Тибет був частиною імперії Мін. Зовнішні атрибути підпорядкування служили в основному для «внутрішнього користування» в Китаї — легітимації влади імператора Серединної держави як владики світу в очах підданих. Так, в офіційному списку «данників» династії Мін було понад 100 територій, багато з яких навіть не мали кордонів з Китаєм: Бадахшан, Аравія, Самарканд і т. д. «Данниками» оголошували всі держави, з яких приходили посли, купці і т. д.

## Династія Цін
Після падіння династії Мін Китай був завойований маньчжурами і став невід'ємною частиною маньчжурської імперії Цин. Маньчжурський імператор Айсінґьоро Сюаньє, що правив під девізом «Кансі», ставив своєю метою розгром Джунгарського ханства і підкорення Тибету. Політична обстановка в цих країнах полегшувала реалізацію політики Пекіна. У 1705—1710 роках в Тибеті розгорілась збройна боротьба за владу між хошутським правителем Лхавзан-ханом і тибетським регентом Санг'є-Ґ'яцо (Санчжай Чжамцо). Намагаючись встановити свій вплив у Тибеті, Сюаньє підтримав хошутів. У Пекіні добре розуміли, що цінське панування в Монголії не може бути міцним без його релігійної підтримки з Лхаси, без доброзичливого для маньчжурів впливу далай-лам на буддійську церкву Монголії. Тим не менше на даному етапі Сюаньє прагнув послабити правителів Лхаси руками хошутів, щоб згодом підпорядкувати і тих, і інших.
В Джунгарії після смерті Галдана ойратським ханом став його племінник Цеван Рабдан. Він знову об'єднав усі чотири ойратських аймака, відновивши розпавше Джунгарське ханство. Будучи прихильником незалежності, новий хан відхилив неодноразові пропозиції Сюаньє стати данником» богдохана. Обидві сторони активно готувалися до нового бою. Цеван Рабдан зажадав від Сюаньє повернути захоплені у Галдана землі на схід і північ від Латая. У Пекіні відкинули цю вимогу. Зі свого боку, імператор наполягав на наданні самостійності кожного з чотирьох князівств-аймака. Це означало фактично підірвати зсередини єдність Ойратської держави і гранично послабити центральну владу хана на тлі феодальної роздробленості. Природна відмова Цеван Рабдана прискорила сутичку. У 1715 році почалася друга війна між Цінською династією та Джунгарським ханством, яка велася з перемінним успіхом, не надаючи явної переваги ні одній із сторін.
Цеван Рабдан силами свого васала Церен Дондуба-старшого в 1717 році захопив Тибет. Скориставшись цим, Сюаньє в 1720 році направив в Лхасу дві колони військ — з Сичуані і Цінхая — під командуванням Гербі та Янь Сіня, кінноту халхаських князів, а також підняв проти ойратів тибетське ополчення з районів нинішнього Сикана. Зазнавши поразки, ойрати пішли з Тибету, що посилило вплив Цінської імперії в Центральній Азії. Після розгрому і вигнання ойратів маньчжури залишили в Лхасі двотисячний монгольський гарнізон. Тибетський уряд і новий Далай-лама до 1723 року опинилися під контролем його коменданта.
Наступний маньчжурський імператор, Айсінґьоро Їньчжень, посилював свій контроль над Тибетом, хоча з 1723 по 1727 роки здійснював відведення цінських військ з Лхаси. З його завершенням у Тибеті почалася міжусобиця. Для придушення почалося повстання Їньчжень направив у другий похід в Тибет 15 тисяч солдатів з Сичуані, Шеньсі і Юньнаня. До моменту їхнього приходу спадковий аристократ Полонай зі своєю дев'ятитисячною армією вже стабілізував положення. В нагороду за це він у 1728 році отримав князівський титул і право керування всією країною. Для постійного контролю над Тибетом Їньчжень залишив у Лхасі двох цінських резидентів і тисячний гарнізон.
Внутрішні події в Тибеті прискорили встановлення контролю над ним маньчжурами при наступному імператору — Айсінґьоро Хунлі (правив під девізом «Цяньлун»). Померлому Полханасу в 1747 році успадковував його син Г'юрме Намг'ял (Джурме-Намге, Чжурмед-намчжал). Прагнучи звільнитися від маньчжурського контролю, він задумав збройний виступ, став збирати війська нібито для боротьби з ойратами і встановив зв'язок з джунгарськими князями. У 1750 році маньчжурські намісники вбили Чжурмед-намчжала. Це призвело до народного повстання в Лхасі і розправі над маньчжурами. У відповідь Хунлі організував третій похід цінських військ на Тибет. У 1751 році, прагнучи ще більше роз'єднати країну, він передав управління нею вже не двом особам, а чотирьом міністрам-правителям, підпорядкувавши їх Далай-ламі. Ханські і князівські титули скасовувалися. По всіх важливих справах міністри-правителі мали радитися з намісниками; права останніх розширилися, а цінський гарнізон в Лхасі було збільшено. Всякі зв'язки з Джунгарським ханством заборонялися. Багато авторів (виходячи в основному за китайськими джерелами) вважають, що Тибет став частиною імперії Цін, інші доводять, що він став залежною державою, а не «частиною Китаю».
Тибет не мав власної карбованої монети, і користувався старою непальською (мохар). Після завоювання непальських князівств королівством Горкха, його правитель Прітхві Нараян Шах вилучив у 1769 році стару і ввів нову монету. Почалися переговори про впровадження в Тибеті нового мохара і про його курси, але вони не дали результатів. Тоді правитель Непалу і його регент Батур Се в 1788 році почали війну, і розграбували Тибет, але Тибету  прийшли на допомогу китайсько-маньчжурські війська, які розгромили непальців і дійшли до Катманду. За укладеним у 1792 році договором непальський правитель зобов'язався не порушувати кордонів Тибету, повернути награбоване, і визнав себе данником Цінської імперії.
Перемогу над Непалом в 1792 році Хунлі і Хешень використовували для зміцнення в Тибеті маньчжурського впливу. Цінські намісники отримали право брати участь у призначенні та зміщенні міністрів і чиновників, контроль над фінансами та інспектуванні кордонів, тобто були поставлені в рівне становище з Далай-ламою і Панчен-ламою. Зовнішні зв'язки Тибету, в тому числі листування Далай-лами з сусідніми країнами, також опинилися в руках цінських намісників. На думку частини авторів (що спираються на китайські джерела), маньчжурські резиденти перетворилися з контролерів у співправителів Далай-лами і Панчен-лами. Різко збільшилася чисельність гарнізонів, що складалися з монгольських і китайських частин. Все це поставило Тибет під владу маньчжурів. Побоюючись іноземного впливу в Тибеті, цінські імператори здійснювали політику його ізоляції від зовнішнього світу. За даними ряду авторів, цінські імператори були пов'язані з вищими тибетськими ієрархами відносинами «чой — йонг» (наставник — покровитель), і перераховані заходи були допомогою в управлінні та обороні, а не включенням країни в імперію Цін — тобто Тибет залишався окремою державою; такої точки зору дотримувалися і самі тибетці в цінських час

## Тибет уВеликій Грі
У світлі суперництва Великої Британії та Росії у Азії, Тибет став об'єктом колоніальних інтересів цих держав. В цілях недопущення переважання впливу сильного суперника, обидві держави визнали знаходження Тибету під «сюзеренітетом» ослаблої Цінської імперії, ввівши європейське поняття «сюзеренітета» для держав, де воно досі було невідомо. Велика Британія, незважаючи на домовленості, відчувала значні побоювання, пов'язані з постаттю одного з найближчих наближених Далай-Лами — проросійськи налаштованого Агвана Доржієва. Кульмінацією суперництва за Тибет і Великої Гри в цілому стала британська експедиція в Тибет у 1903—1904 під командуванням Френсіса Янгхазбенда. У 1906 році англійці організували ще одну мирну місію в Тибет. У тому ж році була підписана англо-китайська конвенція по Тибету. Вона оголосила сюзеренітет імперії Цин над Тибетом. Англійці зобов'язалися не анексувати Тибет і не втручатися в його управління. Імперія Цин зобов'язалася не допускати втручання в управління Тибетом інших іноземних держав. У 1907 російсько-англійські відносини до Тибету були врегульовані англо-російською угодою, за якою обидві сторони визнавали сюзеренітет імперії Цин над Тибетом. Китай вирішив встановити пряме правління над Тибетом. Результатом стала медична експедиція в Тибет (1910). 12 лютого експедиція зайняла Лхасу. 25 лютого маньчжури офіційно оголосили про позбавлення влади Далай-Лами XIII, який встиг втекти в Сіккім на північному сході Британської Індії. Революція в Китаї призвела до виведення китайських військ з Тибету до кінця 1912 року.

## Проголошення незалежності
В 1911 році в імперії Цін з Учанського повстання почалася Синьхайська революція. Її змістом було повалення маньчжурської династії і проголошення національної держави хань. В її ході губернатори окремих провінцій і територій Китаю один за одним заявляли про свою незалежність від Пекіна. В результаті імперія була зруйнована. Оголосили про свою незалежність також Тибет і Монголія на основі того, що вони були пов'язані з маньчжурською династією імперії Цін, але не з Китаєм як її частиною. Найважливіші світові держави, переслідуючи власні інтереси, визнали поточні революційні події внутрішньою справою Китаю, і зайняли позицію суворого нейтралітету, чекаючи, поки яка-небудь з численних протиборчих сил не переможе і не створить новий уряд, здатний представляти країну на міжнародній арені. Також набувша в 1911 році незалежність від Цінської імперії Монголія уклала з Тибетом у 1913 році Договір про дружбу та взаємодопомогу, в якому обидві держави взаємно визнали один одного.

## Тибет в період Другої світової війни і Тибетська торгова місія
Перед війною Тибет з благословення Френсіса Янгхазбенда три рази відвідує німецький натураліст Ернст Шефер, причому перші два рази під керівництвом Брука Долана (США), а третій за підтримки Аненербе. Позиція нейтралітету, прийнята Тибетом в роки Другої світової війни, стала прецедентом незалежності політики Тибету від Китаю. Цей період відомий появою в Лхасі офіцера вермахту Генріха Харрера, який втік з британського табору (якого іноді помилково вважають одним з наставників юного Далай-Лами), і експедиції Іллі Толстого (якого також провів в Лхасу Брук Долан), що засвідчила одвічну неможливість транспортування озброєнь з Індії в Китай через Тибет.

## У складі КНР
У 1950 році НВАК увійшла в тибетський район Чамдо, придушивши опір погано збройної тибетської армії. В 1951 році (можливо, під тиском китайської сторони) представники Далай-лами, перевищивши свої повноваження, підписали з Пекіном Угоду про мирне звільнення Тибету, в якому затверджувалися китайські права на Тибет. 24 жовтня 1951 року була направлена телеграма Мао Цзедуну від імені Далай-Лами з підтримкою Угоди.
Надалі китайці поступово нарощували свою присутність в Тибеті. Китайці декларували тактику «добрими справами знаходити друзів». У 1956 році був заснований Підготовчий комітет по створенню Тибетського автономного району. З середини 1950-х років на тибетських землях Кам і Амдо, що входили до китайських провінцій, почалися форсовані реформи, що супроводжувалися масовими репресіями, стратами, знищенням релігії і китаїзацією. Це викликало невдоволення народу, почалися повстання, які до 1959 р. перекинулися на Центральний Тибет (У-Цанг, тобто на територію, яку контролював уряд в Лхасі). Їх придушення супроводжувалося проведенням реформ. Більшість монастирів було закрито і частково зруйновано, буддійські статуї в основному вивезені в Китай і переплавлені, дорогоцінні камені з них вилучено, твори релігійного мистецтва, які не містили господарсько цінних матеріалів, в основному знищені, значна частина населення репресована або знищена. Згідно з китайськими джерелами, в 1959 році в майбутньому ТАР були проведені демократичні реформи», в ході яких був ліквідований «відсталий феодально-кріпосницький режим».
Частина діячів уряду Тибета разом з Далай-ламою, і десятки тисяч інших тибетців бігли. З 1959 року на території Індії (в місті Дхарамсала) функціонує уряд Тибету у вигнанні. У 1965 році був офіційно проголошений Тибетський автономний район (ТАР). Надалі Китай проводить активну політику освоєння Тибету, розвитку його інфраструктури та китаїзації. На території Тибету розмістилися війська і розташувалася значна кількість приїхавших етнічних китайців.
В часи Культурної революції (з 1966) Тибет, як і вся Китайська Народна Республіка, був охоплений хаосом, породженим Мао Цзедуном. У цей період були зруйновані майже всі монастирі і храми, що залишилися, залишкові твори буддійського мистецтва і книги в основному знищені, ченці репресовані.
За твердженням уряду Тибету у вигнанні, китайці на території Тибету (ТАР і тибетських територій, включених в сусідні китайські провінції) стали перевершувати в кількості корінне населення. Офіційно проведений Китаєм перепис населення 2005 року для ТАР цього не показує. Порівнюючи різні дані, можна оцінити, що переважна більшість етнічних китайців зосереджена в районі Лхаси, де їх кількість точно не встановлено. В інших районах ТАР тибетці превалюють. На інших територіях історичного Тибету, включених до китайських провінцій, чисельно переважають китайці.
За час китайського правління в Тибетському автономному районі потроїлися збори зерна, поголів'я худоби. Середня тривалість життя населення зросла з 36 до 67 років, саме населення зросло майже у 3 рази і в 2009 році наблизилося до 3 мільйонів осіб.
В 2008 року в Тибеті відбулися масові безлади. Ченці влаштували мирну акцію протесту до річниці вигнання Далай-лами в Індії, яка пізніше переросла в масові заворушення. У провінції Сичуань було скоєно напад на китайську поліцейську ділянку, почався розгін мітингу, за деякими даними, китайська поліція застосувала вогнепальну зброю. Китайська сторона це заперечує.
Більшість тибетців живуть у віддалених селах або кочовищах, вони пасуть яків або обробляють землю. В останні роки китайські влади проводять активну політику перекладу кочівників в осілість, що веде до втрати цього традиційного укладу. У той же час, завдяки великим інвестиціям центрального уряду, великі міста Тибету зараз переживають справжній бум. Бум, який за словами оглядачів, йде на користь більш кваліфікованим китайським мігрантам на шкоду корінним тибетцям. «Тибетці не просто бідніші. Їх вкрай низька освіченість не залишає їм шансів отримати постійну і добре оплачувану роботу в містах», — йдеться в повідомленні Тибетської інформаційної мережі, присвяченому проблемі зростання проституції.
В останній час гостро стоїть проблема збереження унікальної культури Тибету. Сучасні тибетці асимілюються китайцями[джерело не вказане 3541 день], що призводить до втрати тибетської мови і багатовікової культури. Проте заходи по збереженню тибетської культури проводяться в Індії Тибетським Урядом у вигнанні.